# 螺丝钉 (动画)
螺丝钉（俄语：Фиксики）是俄罗斯和乌克兰的儿童动画系列，于2010年12月13日首映。它由乌克兰動畫工作室“Toonguru”、塞浦路斯動畫工作室“Toonbox”和俄罗斯動畫工作室“彼得堡”製作。这个动画系列中有两部电影：2017年的“螺丝钉：大秘密”（俄语：Фиксики: Большой секрет）和2019年的“螺丝钉：对抗螃蟹们”（俄语：Фиксики против Кработов）。台灣翻譯為《螺絲家族萬事通》，於2019年4月1日下午引進台灣公共電視頻道開播，一共兩季。